# Йотерс, Тина
Кристи́на Луи́з «Ти́на» Йо́терс (англ. Kristina Louise «Tina» Yothers; 5 мая 1973, Уиттиер, Калифорния, США) — американская актриса и певица.

## Биография
Кристина Луиз Йотерс родилась 5 мая 1973 года в калифорнийском Уиттиере (США) в семье телевизионного продюсера Роберта Йотерса. У Тины есть три брата Джефф Йотерс, Рэнди Йотерс (род.1966), которые снимались в детстве вместе с ней, а также Кори Йотерс (род.1972).
Тина начала свою актёрскую карьеру в 1976 году со съёмок в рекламных роликах. В 1981—1995 года Йотерс снималась в кино и за это время она сыграла в 13-ти фильмах и телесериалах.
С августа 2002 года Тина замужем за электриком Робертом Кайзером. У супругов есть двое детей — дочь Лиллиан Грэйс Кайзер (род. в октябре 2005) и сын Роберт Джейк Кайзер (род.24.09.2007).